# Велика гра

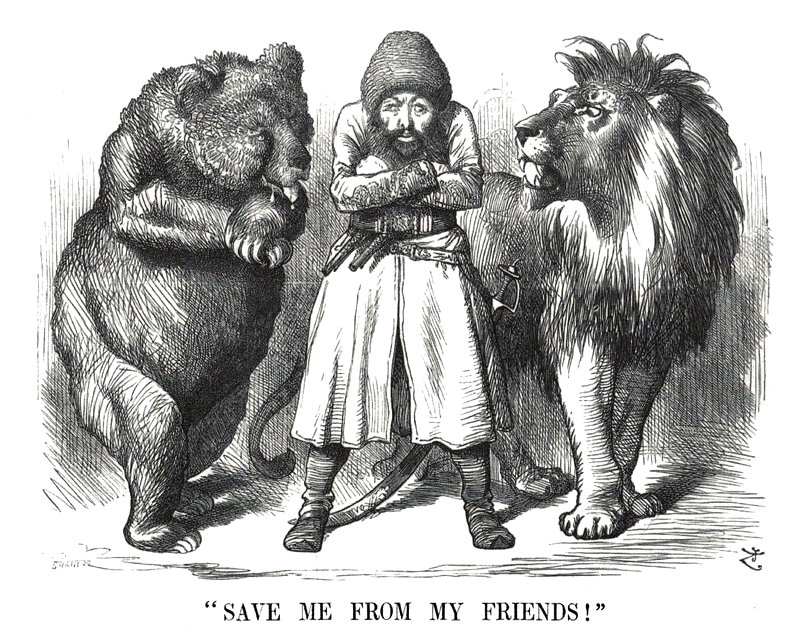
«Врятуйте мене від моїх друзів». Карикатура часів Великої гри. Афганський емір Шир-Алі між Росією (ведмідь) та Англією (лев)

«Вели́ка гра» — геополітичне протистояння Російської і Британської імперій в кінці 19-го на початку 20-го століття в Середній (Центральній) Азії, в Гімалаях, Персії (Ірані) і Еміраті Афганістан.
Мандрівник Пржевальський і майбутній маршал Фінляндії Маннергейм брали участь в російських розвідувальних експедиціях, що мали нанести на карту район майбутніх військових дій між імперіями.

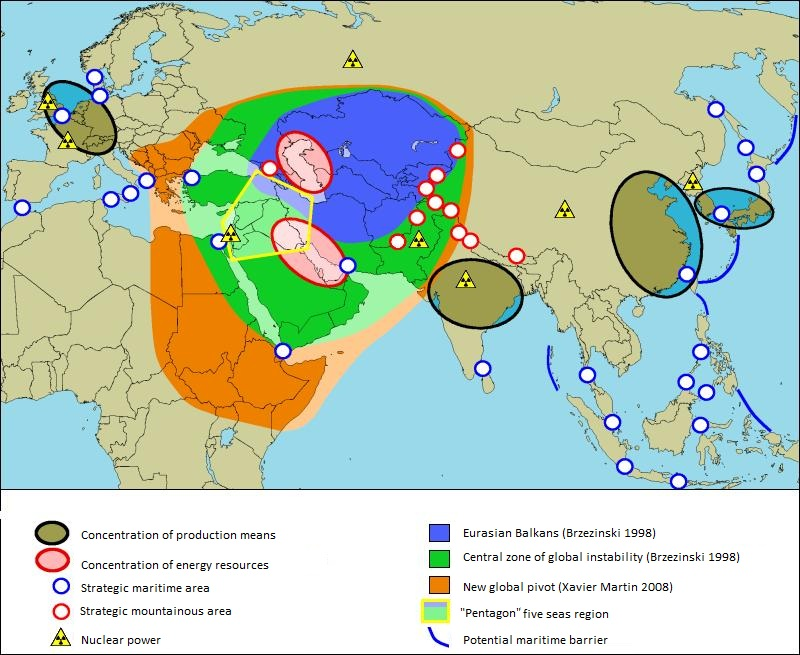
Поле «Великої гри» (за Бжезинським)

Британія намагалася закріпитись на підвладних їй територіях, для чого будувала залізницю К-К (Кейптаун — Калькутта), щоб об'єднати нею свої колонії.
Російська влада мріяла про порт на Індійському океані і російську залізницю до нього.
Таким чином зіткнення здавалось неминучим.
Термін «Велика гра» був вперше використаний в романі Редьярда Кіплінга «Кім» (1901 рік).

## Передісторія
Англійці з'явилися в Індії на початку XVII століття, коли була заснована Ост-Індська компанія, переродившись в середині XVIII століття з торговельного підприємства на інструмент англійської завойовницької політики. До кінця століття вся Індія фактично перетворилася на британську колонію. З розширенням військово-політичної присутності Російської імперії в Середній Азії і на Кавказі на початку XIX століття («кидок на південь»), російські інтереси в регіоні зіткнулися з британськими. Велика Британія в першу чергу була націлена на утримання і розширення території Британської Індії.
Починаючи з катастрофічного походу Бековича-Черкаського (1717), Російською імперією в Середню Азію споряджалися експедиції і спрямовувались дипломати для встановлення дипломатичних зв'язків з тамтешніми ханствами. Іноді початком Великої гри вважається Перський похід (1722—1723), в ході якого Російська імперія почала рух в індійському напрямку, проте це все ж був швидше пролог до Гри, ніж сама Гра. У 1819 році Санкт-Петербург відправив у Хіву для переговорів Миколу Муравйова, котрий там ледве не загинув, про що він написав у звіті «Подорож до Туркменії і Хіви» (1822).
У 1801 році імператор Павло I підтримав ідею Наполеона Бонапарта про спільний похід російсько-французької армії проти британців до Індії. У січні 1801 в Середню Азію попрямували 20 тис. козаків, але після вбивства імператора Павла і початку правління Олександра I вони отримали наказ про повернення назад. У вбивстві Павла I проглядався британський слід.

## Початок гри
Першим боєм Великої гри стала Битва біля Асландузу (1812), оскільки битися проти Російської імперії перську армію тоді інструктували британські офіцери. Тоді війна проти Персії закінчилася підписанням Ґюлистанського і Туркманчайського договорів. До Російської імперії була приєднана територія сучасних Вірменії та Азербайджану. У Тегерані був пошматований розлюченим натовпом російський посол Олександр Сергійович Грибоєдов. Крім Персії, Велика Британія стала підтримувати воюючих проти Російської імперії кавказьких горців (справа «Віксена»).

## Англо-афганські війни XIX століття
У 1837 році в Кабулі з'явився російський посланець — поручик Віткевич, швидко увійшов в довіру до еміра Дост Мухаммеда і який підписав з ним вигідний для Росії договір. Однак під тиском Великої Британії Росія відкликала Віткевича і дезавуювала угоду. За рік до Віткевича в Кабулі з подібною місією побував британський агент Бернс. У грудні 1838 року Велика Британія перейшла до активних дій на афганському напрямі. Експедиційний корпус вторгся в межі Афганістану і посадив на кабульський престол пробританського шаха Шуджа. Британська окупація тривала упродовж трьох років. У листопаді 1841 шах Шуджа був повалений, британський агент Олександр Бернс був жорстоко розтерзаний натовпом, а інші британці вигнані з країни. У 1842 році в Бухарі за наказом узбецького еміра Насрулли був убитий автор терміна «Велика гра» британський агент Коноллі. За рік до вбивства в Бухарі побувало російське посольство на чолі з К. Ф. Бутеневим.
Новий сплеск англо-російського суперництва був пов'язаний з російським завоюванням Середньої Азії (1854—1880). Прем'єр-міністр Великої Британії Бенджамін Дізраелі писав в листі до королеви Вікторії: «Нашими військами московити повинні бути видавлені з Середньої Азії і скинуті в Каспійське море». На підтвердження серйозності своїх намірів Дізраелі переконав королеву прийняти титул «імператриці Індії», причому в межі Індійської імперії включався і Афганістан.
З огляду на ворожу позицію щодо Росії, зайняту Великою Британією перед Берлінським конгресом, Олександр II влітку 1878 р повелів зосередити розквартировані в Туркестані війська чисельністю 20 тис. чоловік для руху в Афганістан на Балх, Баміан і Кабул. До еміру Афганістану Шир-Алі в Кабул для укладення союзу вирушила місія, яку очолював генерал Микола Столетов. Розглядалися плани вторгнення в Кашмір і Читрал. Однак згодом у зв'язку з досягнутою на Берлінському конгресі угодою похід був скасований.
У зв'язку з проросійськими симпатіями афганського еміра Дізраелі дав розпорядження про початок Другої англо-афганської війни. У січні 1879 року 39 тисяч британців увійшли в Кандагар. Емір пішов на поступки і підписав з британцями нерівну Гандамакську угоду. Проте партизанська війна тривала, і незабаром британці виявилися обложені в Кабулі майже 100-тисячними силами повстанців. Військові невдачі отримали резонанс в Лондоні, внаслідок чого Дізраелі програв парламентські вибори 1880 року. Його наступник Вільям Гладстон вивів британські війська з Афганістану, підписавши договір з еміром, згідно з яким той зобов'язувався координувати свою зовнішню політику з Лондоном.

## Нова Велика Гра
Отримання незалежності чотирма колишніми радянськими республіками Середньої Азії і Казахстаном призвело до нового пожвавленню «Великої гри». Після 11 вересня 2001 року прийнято говорити про «нову Велику гру», оскільки ідеологією нового протистояння стає боротьба проти терористичної загрози, яка часто прикриває боротьбу за сфери впливу та сировинні ресурси в Центральній Азії. Активними учасниками «нової великої гри» є США і Китайська Народна Республіка.
Після 2012 зовнішня політика США наближається до «стрижня Азії», політика перебудови ґрунтується на ідеї, що центр ваги світової економіки зміщуватиметься у бік Азіатсько-Тихоокеанського району. Така установа як Інститут Брукінгса стверджує що ця геополітична еволюція може мати глибокі фінансові наслідки, яка приведе до «Нової Великої Гри». Америка протистоятиме Китаю як «нового чемпіону Азії»
Росія і Китай об'єднали свої зусилля в 2001 році в рамках ШОС, а потім (у 2009 році) і БРІКС. Криваві події в Андижані в 2005 році іноді інтерпретуються як спроба США нав'язати свою волю Узбекистану.